# Куопио (аэропорт)
Аэропорт Куопио (ИАТА: KUO, ИКАО: EFKU) находится в общине Сийлинъярви (Финляндия) примерно в 14 км к северу от центра города Куопио.
Это седьмой по пассажиропотоку аэропорт в Финляндии (третий по объёму внутренних сообщений после Тампере-Пирккала и Рованиеми)по общему количеству пассажиров (около 254 тыс. в 2010). Аэропорт Купио — один из пяти прибыльных аэропортов в Финляндии, благодаря разделу взлётно-посадочных полос между авиакомандованием Карелия Военно-воздушных сил Финляндии и гражданскими авиаперевозчиками.
Аэропорт Куопио был выбран Аэропортом года в Финляндии за 2004 год.
Строительство аэропорта Куопио было закончено в ноябре 1939 года, рейсы начались в мае 1940 года. Во время II мировой войны использовался ВВС нацистской Германии (1942–1943).

## Озёрный терминал

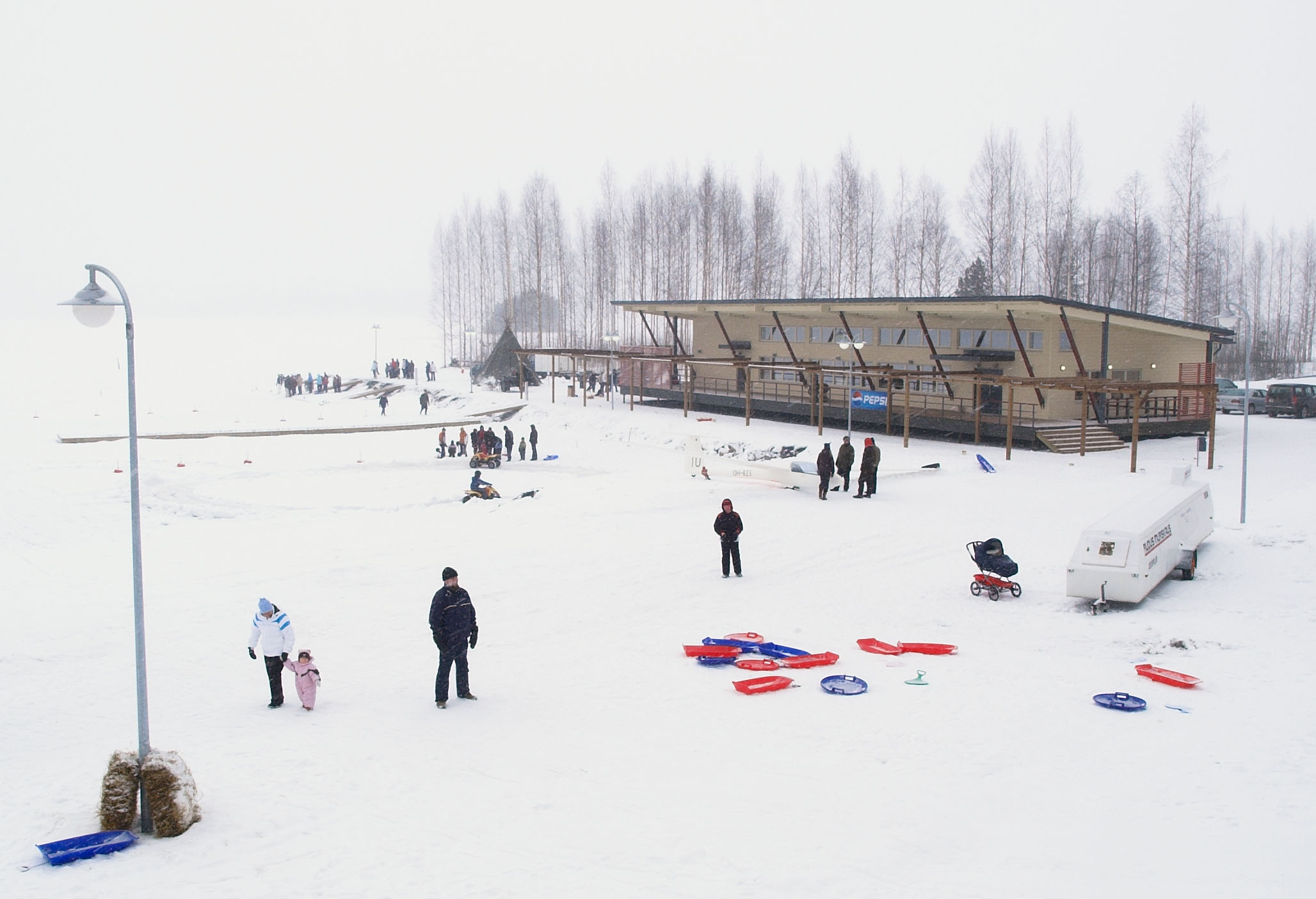
Озёрный терминал
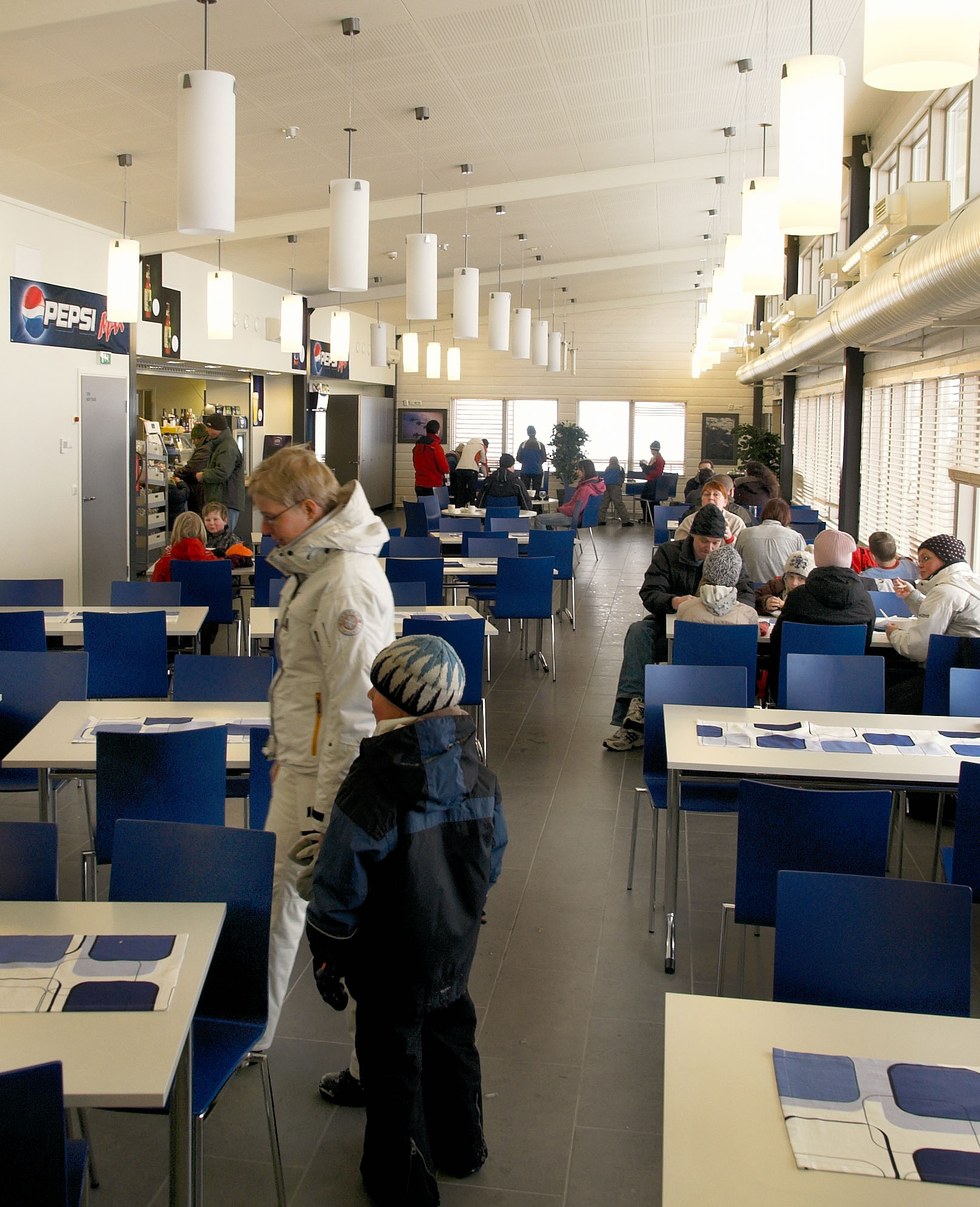
Озёрный терминал внутри
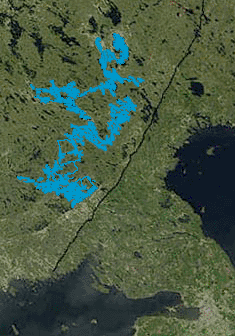
Озеро Саймаа

Уникальный Озёрный терминал был построен в марте 2008 года. Этот терминал находится примерно в 200 м от здания аэропорта. Он соединяет аэропорт с регионом озера Саймаа. 
Озеро Сайма обеспечивает возможность водного сообщения с городами Озёрной Финляндии: Иматра, Йоэнсуу, Kuopio, Лаппеэнранта, Миккели, Савонлинна и Варкаус. Река Вуокса, вытекающая из Сайменского озера, впадает в Ладожское озеро. Сайменский канал соединяет озеро Сайма с Финским заливом.

## Несчастные случаи и катастрофы
- 3 октября 1978 года Douglas C-47A DO-10 ВВС Финляндии рухнул в озеро Йуурувеси при попытке вернуться в аэропорт Куопио. Самолёт выполнял перелёт в  Хельсинки, после кратковременной остановки двигателя было решено вернуть самолёт в Куопио[5].

## Военно-воздушные силы Финляндии

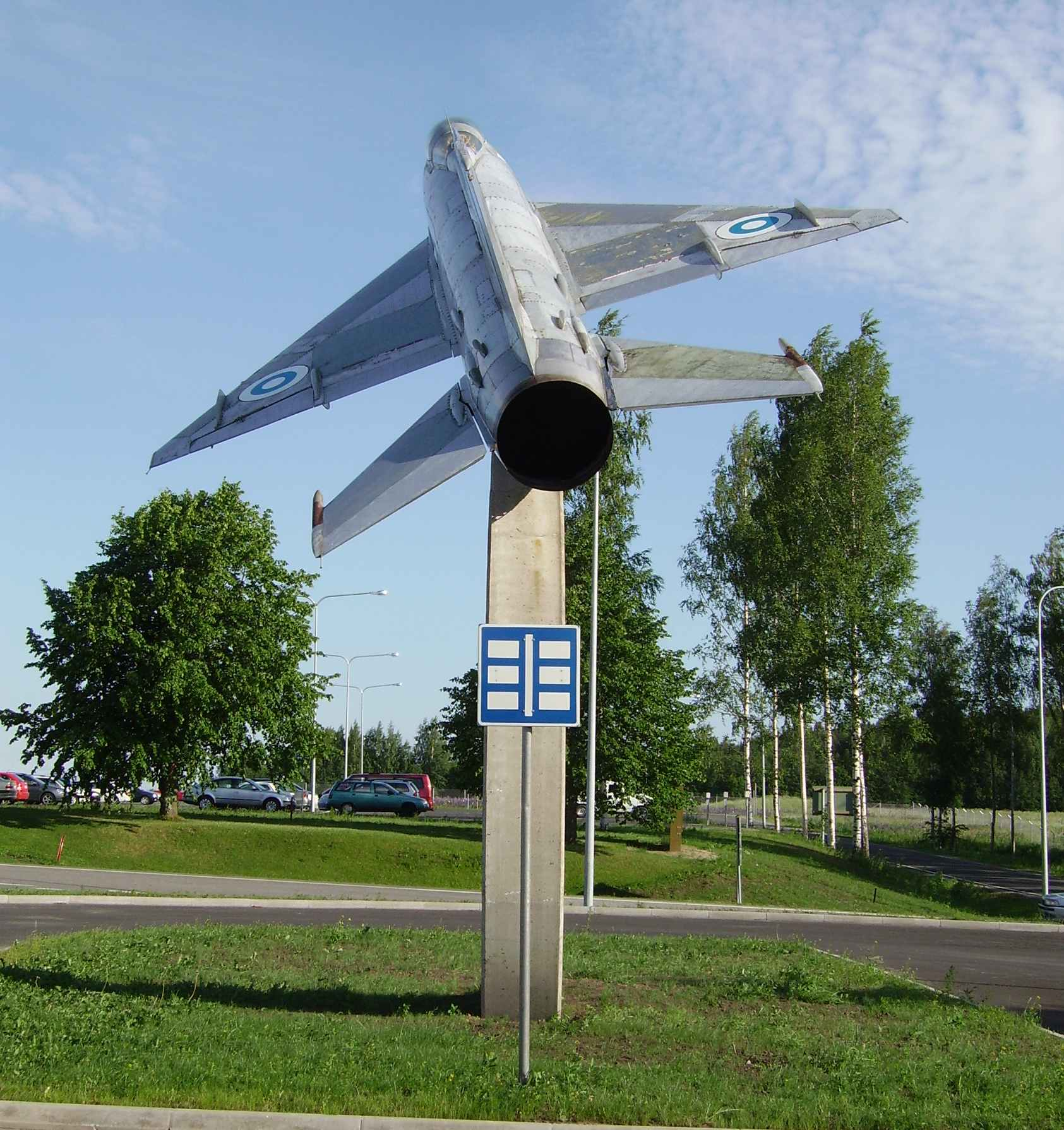
Бывшая "рабочая лошадка" ВВС Финляндии МиГ-21 на пьедестале около главного въезда

Аэропорт Куопио является основным аэродромом авиакомандования Карелия Военно-Воздушных Сил Финляндии, здесь базируется 31-я истребительная авиаэскадрилья.

## Статистика
| Год  | Внутренние линии | Международные линии | Всего пассажиров | Изменение |
| ---- | ---------------- | ------------------- | ---------------- | --------- |
| 2005 | 274,954          | 32,785              | 307,739          | +6.5% ▲   |
| 2006 | 289,231          | 42,971              | 332,202          | +7.9% ▲   |
| 2007 | 270,430          | 33,774              | 304,204          | −8.4% ▼   |
| 2008 | 252,616          | 37,601              | 290,247          | −4.6% ▼   |
| 2009 | 220,018          | 30,546              | 250,564          | −13.7% ▼  |
| 2010 | 207,067          | 46,545              | 253,612          | +1.2% ▲   |
| 2011 | 244,472          | 39,933              | 284,405          | +12.1% ▲  |